# Manuel Santana Farias
Manuel Santana Farias (Las Palmas de Gran Canaria, España, 26 de febrero de 1923) es un exfutbolista español que se desempeñaba como centrocampista.

## Clubes
| Club                          | País   | Año       |
| ----------------------------- | ------ | --------- |
| Atlético Aviación             | España | 1944-1952 |
| Real Racing Club de Santander | España | 1952-1954 |